# 银尖笔画法
银尖笔画法（众多金属笔中的一种）属于传统绘画法，最早被中世纪抄写员用在手稿上。

### 历史
银尖笔画法通过在表面拖动银棒或金属丝来完成的，通常是用石膏或底漆绘制。银尖笔是古代文人、工匠和艺术家使用的几种金属尖画法之一。金属尖画法用于在柔软的表面（蜡或树皮）上书写，在羊皮纸上划线和下划，以及在准备好的纸和面板支架上绘图。为了绘制，需要用到的金属种类有铅，锡和银。这些金属本身的柔软性使它们能做为绘画工具使用。（沃特斯，1957）当时的金匠 （页面存档备份，存于）也是使用金属尖画法来完成他们细致的设计.阿尔布雷希特·丢勒的父亲就是这样一个工匠，后来他教他的小儿子使用金属尖画法，成果非常的好，他在1484年，《13岁时的自画像》 （页面存档备份，存于）至今仍然被认为是一个杰作。
在哥特式晚期/文艺复兴 （页面存档备份，存于）早期，银尖笔画法当时作为一种细线条绘画技术出现。银尖笔不像铅或锡那样容易变钝,
并且能呈现出精确的细节，因此它在佛罗伦萨和佛兰芒的作坊里特别受欢迎。这个时代的银尖笔作品包括了模型书和绘画准备表。曾经使用银尖笔画法的画家包括了揚·范·艾克，列奥纳多·达·芬奇，阿尔布雷希特·丢勒，以及拉斐尔。在14世纪后期，琴尼诺·琴尼尼的"Il Libro dell'Arte"提供了一个实践银尖和铅点作画的开始，并为金属尖搭下基础（汤普森，1933年；杜瓦尔等人，2004年）。苏珊·多萝西·怀特 （页面存档备份，存于）的书《Draw Like da Vinci》（2006），讲述了列奥纳多·达·芬奇的银尖笔画法。
正如弗朗西斯·艾姆斯·刘易斯（Francis Ames Lewis）所指出的，绘画风格在16世纪末发生了变化，导致了金属尖画法的衰落。15世纪初，在博罗代尔西瓦威特和英格兰坎布里亚，发现了石墨沉积物，因为它一种更纯净、柔软（可擦除）的特征越来越适合艺术家，加速了银尖笔的没落。在画家们寻求更多的手势品质后，发现石墨，红和黑粉笔更适合。水墨画在这一时期也很流行。此外，这些银尖笔以外的绘画技术所需的努力较少，比银的宽容度更大，并可以抵抗擦除，留下一条更朦胧的线条。此外，银尖笔画法的准备过程，通常使用到用皮胶和细磨骨灰，因此是特别费劳力的。现代的银尖笔使用者使用锌，预先准备好的丙烯酸基或钛白铁矾或大理石粉尘作为地面。天然粉笔和木炭的优点是可以在无涂层纸上立即产生效果（Ames Lewis，2000年）。